# Brâncuși (film din 1996)
Brâncuși este un film biografic românesc din 1996 regizat de Cornel Mihalache. Rolurile principale au fost interpretate de actorii Dan Nasta, Traian Rocșoreanu.

## Prezentare
Este al doilea film documentar al lui Cornel Mihalache despre activitatea lui Constantin Brâncuși după cel  din 1993, Sculptorul.

## Distribuție
Distribuția filmului este alcătuită din:
- Traian Rocșoreanu
- Dan Nasta
- Varvara Ștefănescu
- Constantin Drăgănescu

## Primire
Filmul a fost vizionat de 2.163 de spectatori în cinematografele din România, după cum atestă o situație a numărului de spectatori înregistrat de filmele românești de la data premierei și până la data de 31 decembrie 2014 alcătuită de Centrul Național al Cinematografiei.